# Vinska Gorica
Vinska Gorica este o localitate din comuna Dobrna, Slovenia, cu o populație de 154 de locuitori.